# Ramzes I.
Menpehtire Ramzes I. je bil faraon in ustanovitelj Devetnajste egipčanske dinastije.  Trajanje njegove vladavine ni povsem znano. Na splošno velja, da je vladal od konca leta 1292 do 1290 pr. n. št. Pogosto se omenja tudi obdobje 1295–1294 pr. n. št. Njegova kratka vladavina je označila prehod med vladavino faraona Horemheba, ki je v pozni Osemnajsti dinastiji stabiliziral Egipt, in vladavino močnih faraonov iz Devetnajste dinastije, zlasti Setija I. in njegovega vnuka Ramzesa II., ki je privedel vladarje Egipta do novega viška  moči. 

## Poreklo
Pred prihodom na prestol se je imenoval Pa-re-mes-su in ni bil kraljevskega porekla, ampak član vojaške plemiške družine iz Nilove delte, morda iz nekdanje hiške prestolnice Avaris. Bil je sin vojaškega poveljnika Setija. Stric Kaemuaset je bil vojaški častnik, poročen z Tamuadžesi, matrono Amunovega harema. Amun je bil sorodnik kuškega podkralja Huja in zasedal visok državni položaj. To pomeni, da je bila tudi Ramzesova družina na visokem položaju v egipčanski družbi.  Ramzesu je bil faraon Horemheb očitno naklonjen in ga je imenoval za svojega vezirja. Služil je tudi kot visoki Setov svečenik  in kot tak verjetno igral pomembno vlogo v obnovi starih egipčanskih verovanj, omajanih v Ehnatonovi hereziji generacijo pred tem. 
Tudi Horemheb ni bil član kraljeve družine, ampak izkušen vojaški častnik, ki je bil sprva tudi Tutankamonov in Ajev svetovalec. Ker ni imel otrok, je za svojega naslednika izbral Ramzesa, verjetno tudi zato, ker je imel sina (Seti I.) in vnuka (Ramzes II.), ki bi ga lahko nasledila brez nasledstvenih sporov. 
Ramzez je po prihodu na oblast privzel priimek (prestolno ime) mn-pḥty-rʿ, ki se interpretira kot Menpehtire in pomeni "Ustoličen z Rajevo (po)močjo". Kljub temu je bolj znan po svojem osebnem kot vladarskem imenu. Njegovo ime se črkuje rʿ-ms-sw, kar pomeni "Ra ga je nosil". Ob prihodu ne prestol je bil že prileten mož. Za svojega naslednika je imenoval sina, kasnejšega faraona Setija I. Seti je pred tem izvedel več vojaških operacij, od katerih je bil najpomembnejši  poskus ponovne osvojitve nekaterih izgubljenih egipčanskih ozemelj v Siriji. Zgleda, da je se je Ramzes ukvarjal predvsem z notranjimi zadevami. Njegov najbolj znan spomenik je drugi pilon karnaškega templja, ki ga je začel graditi Horemheb.

## Smrt
Ramzes I. je vladal zelo malo časa, kar se kaže tudi v zelo majhnem število njegovih gradenj in na hitro zgrajeni in nedokončani grobnici.  Egipčanski svečenik in zgodovinar Maneton mu je pripisal samo 16 mesecev vladanja, s stele v Buhenu pa je razvidno, da je vladal najmanj 17 mesecev. 
Pokopali so ga  v Dolini kraljev. Njegovo grobnico je odkril italijanski raziskovalec Giovanni Battista Belzoni leta 1817 in jo označil s KV16. Grobnica je majhna in zgrajena v naglici. Sestavljena je samo iz prehoda in pogrebne sobe, ometane z malto. Na zidu je bila naslikan faraon s svojimi bogovi in Ozirisom na najpomembnejšem mestu. Sarkofag iz rdečega granita je bil poslikan in ne okrašen z reliefi. V napisih je veliko pravopisnih napak, kar kaže, da je bil dokončan zelo na hitro.
Ramzesov sin Seti I. je kasneje v spomin na očeta v Abidosu zgradil majhno kapelo s finimi reliefi. Leta 1911 je ameriški finančnik in  bankir John Pierpont Morgan  več izjemnih reliefov iz te kapele podaril Metropolitan Museum of Art v New Yorku.

## Mumija
Mumija, za katero velja, da je mumija Ramzesa I., je bil ukradena in mnogo let razstavljena v zasebnem muzeju v Kanadi, dokler ni bila vrnjena Egiptu. 
Identiteta mumije ni povsem zanesljiva, sodobne raziskave, meritve lobanje, radiokarbonsko datiranje in videz pa kažejo, da je pripadala prav njemu. Roke mumije so prekrižane, kar je bilo do leta 600 pr. n. št.  rezervirano samo za vladarje.
Mumijo so ukradli roparji grobov iz družine Abu-Rassul. V Severno Ameriko jo je okoli leta 1860 pretihotapil  kanadski rudarski inženir in poslovnež James Douglas. Mumijo so razstavili v Muzeju Niagarskih slapov v Niagara Fallsu, Ontario. Identiteta mumija ni bila znana, v muzeju pa je ostala več kot 130 let. Ko se je lastnik muzeja odločil za njegovo prodajo, je vsebino muzeja kupil kanadski poslovnež William Jamieson, ki je s pomočjo kanadskega egiptologa Gaylea Gibsona prepoznal identiteto mumije in njeno veliko vrednost. Leta 1999 je Jamieson prodal egipčanski del zbirke Muzeju Michaela C. Carlosa Univerze Emony v Atlanti, Georgia, za 2 milijona dolarjev. Mumija je bila 24. oktobra 2003 uradno vrnjena Egiptu, Razstavljena je v muzeju v Luksorju.